# Џорџ Зундза
Џорџ Зундза (енгл. George Dzundza; Розенхајм, 19. јул 1945) амерички је телевизијски и филмски глумац.

## О Зундзи
Зундза је рођен у Розенхајму у Немачкој. Отац му је био Украјинац утерландерског порекла, а мајка Пољакиња галицијског јеврејског порекла који су били на принудном раду у фабрици које су водили нацисти. Првих неколико година живота провео је у камповима за расељена лица са родитељима и братом.
Пре него што је избегла у Сједињене Државе 1956. године, породица је неколико година живела у Амстердаму. Његова породица се потом преселила у САД и настанила се у Њујорку где је Џорџ похађао средњу школу "Иксавијер". Он је оприродњачени амерички држављанин.
Зундза је најпознатији по улози наредника Макса Гривија у серији Ред и закон.